# Lasioglossum zonulum
Lasioglossum zonulum là một loài Hymenoptera trong họ Halictidae. Loài này được Smith mô tả khoa học năm 1848.

## Hình ảnh

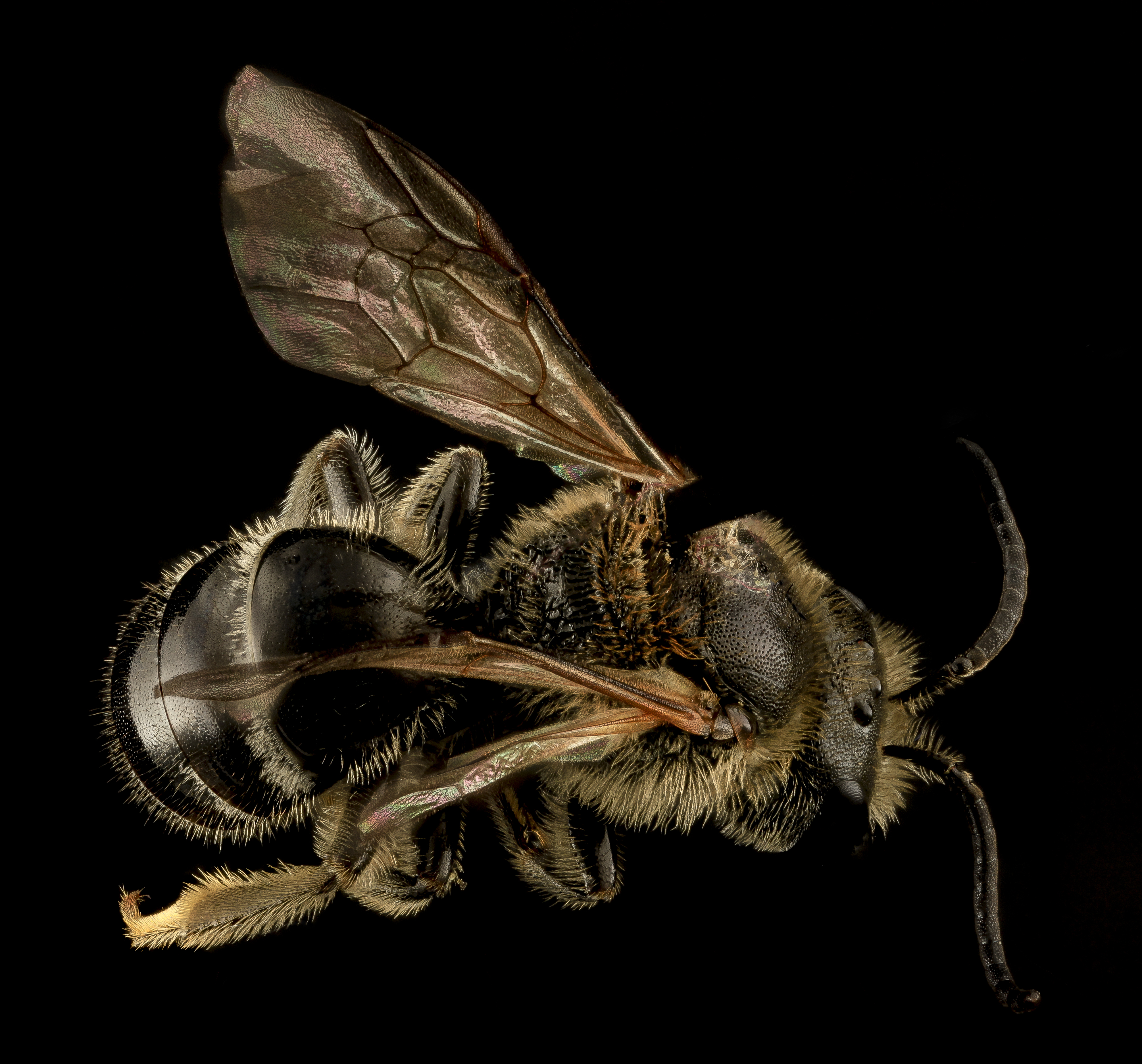
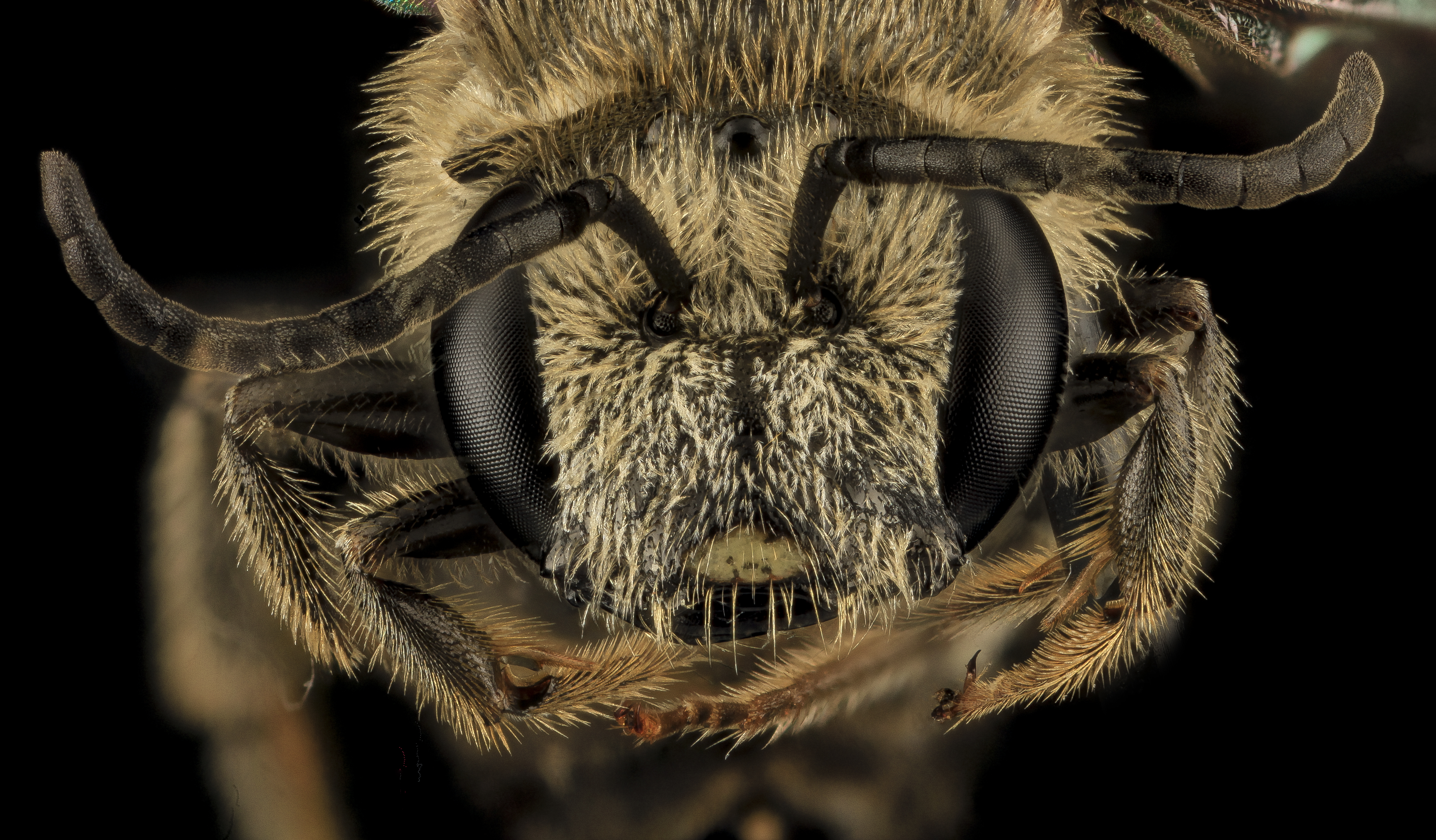
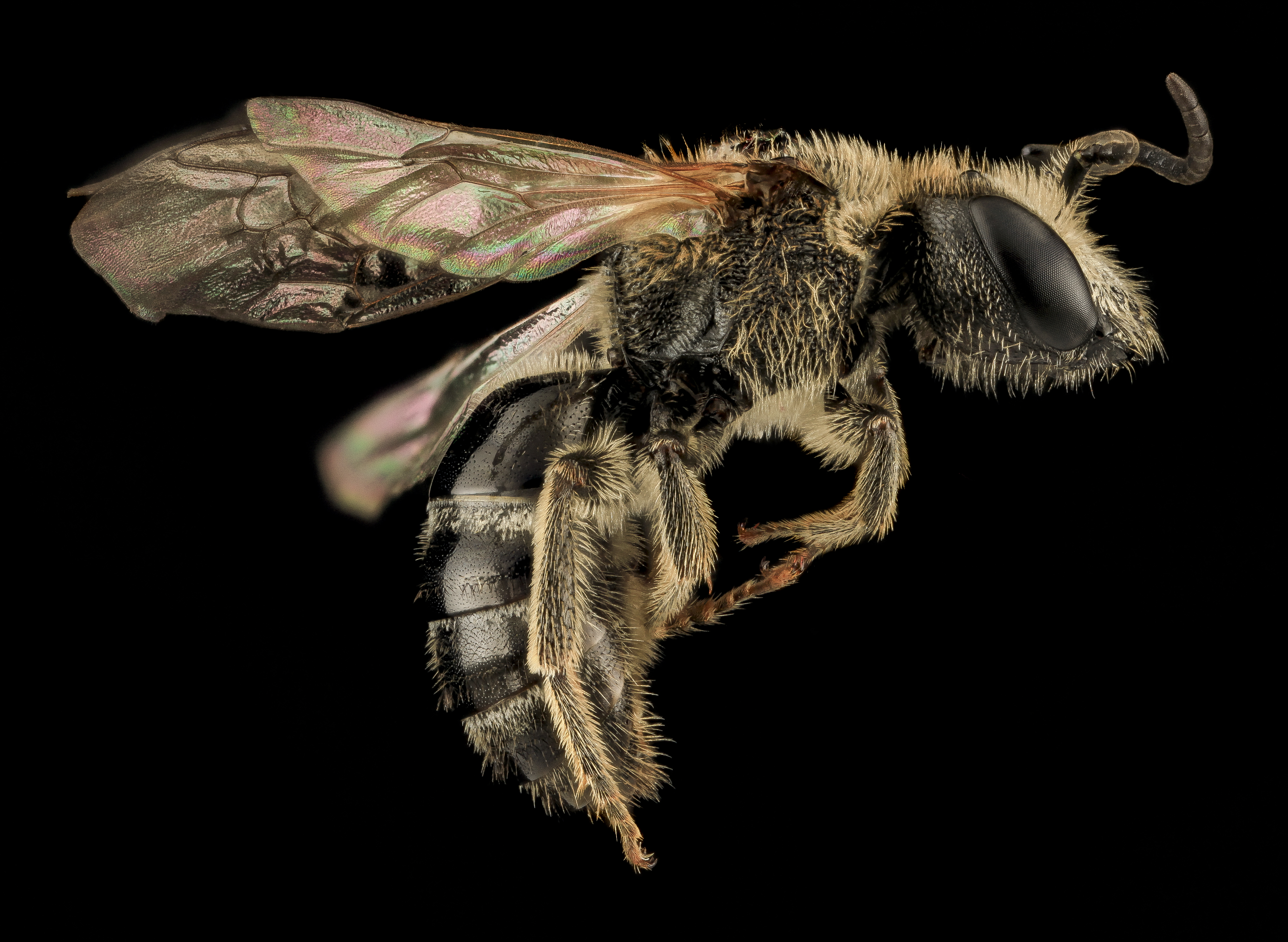